# Soitec
Soitec è una società industriale francese che progetta e produce materiali semiconduttori.
Questi materiali vengono utilizzati nella produzione di chip che equipaggiano smartphone, tablet, computer, server o data center. Si trovano anche nei componenti elettronici presenti nelle automobili, negli oggetti connessi, nelle apparecchiature industriali e mediche.
Il prodotto di punta di Soitec è il silicio su isolante (SOI).